# Lista kolonialnych gubernatorów Luizjany
Lista kolonialnych gubernatorów Luizjany – zawiera osoby zajmujące stanowisko gubernatora Luizjany, od momentu utworzenia stanowiska w 1699 wraz z pierwszymi akcjami kolonizacyjnymi Francuzów, do przyłączenia terytorium Luizjany do Stanów Zjednoczonych w 1803.

## Gubernatorzy kolonialni

### Okres francuski
- Pierre Le Moyne, sieur d’Iberville et d’Ardillières 1699–1702
- Sieur de Sauvolve 1699-1700
- Jean-Baptiste Le Moyne, sieur de Bienville 1701-1713
- Antoine Laumet de La Mothe 1713-1716
- Jean-Baptiste Le Moyne, sieur de Bienville 1716-1717
- Jean-Michel de Lepinay 1717-1718
- Jean-Baptiste Le Moyne, sieur de Bienville 1718-1724
- Pierre Dugué de Boisbriant 1724-1726
- Étienne Périer 1726-1733
- Jean-Baptiste Le Moyne, sieur de Bienville 1733-1743
- Pierre François de Rigaud, markiz de Vaudreuil-Cavagnal 1743-1753
- Louis Billouart 1753-1763
- Jean-Jacques Blaise d’Abbadie 1763-1765
- Charles Philippe Aubry 1765-1766

### Okres przejściowy między władzą francuską a hiszpańską
- Charles Philippe Aubry 1766-1769

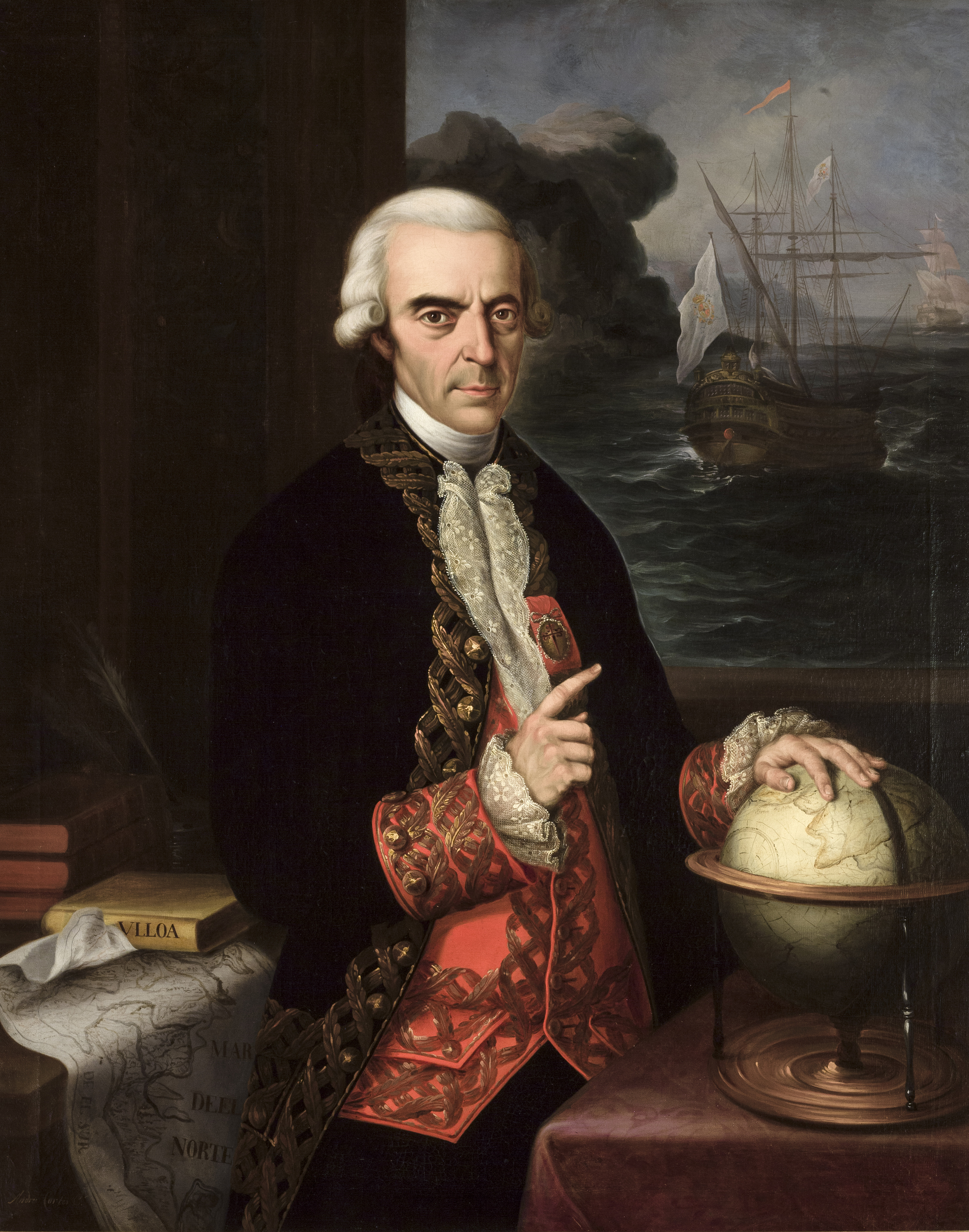
Antonio de Ulloa

- Antonio de Ulloa (Hiszpan) 1766-1768

### Władza hiszpańska
- Alejandro O’Reilly 1769-1770
- Luis de Unzaga 1770-1777
- Bernardo de Gálvez 1777-1785
- Esteban Rodríguez Miró 1785-1791

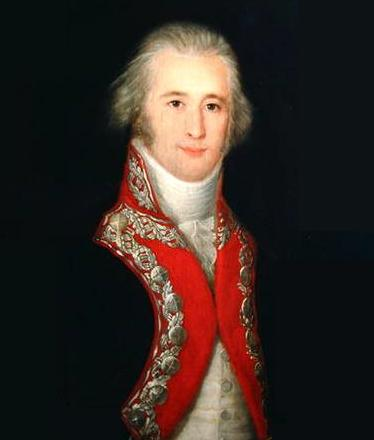
Alejandro O’Reilly

- Francisco Luis Hector de Carondelet 1791-1797
- Manuel Gayoso de Lemos 1797-1799
- Sebastian de la Puerta y O’Farril 1799-1801
- Juan Manuel de Salcedo 1801-1803

### Epizod francuski
- Pierre Clement de Laussat 1803-1803

## Gubernatorzy terytorialni i stanowi
Po 1803 Luizjana została przyłączona do Stanów Zjednoczonych, początkowo jako terytorium a następnie jako stan.